# CFL Dosto

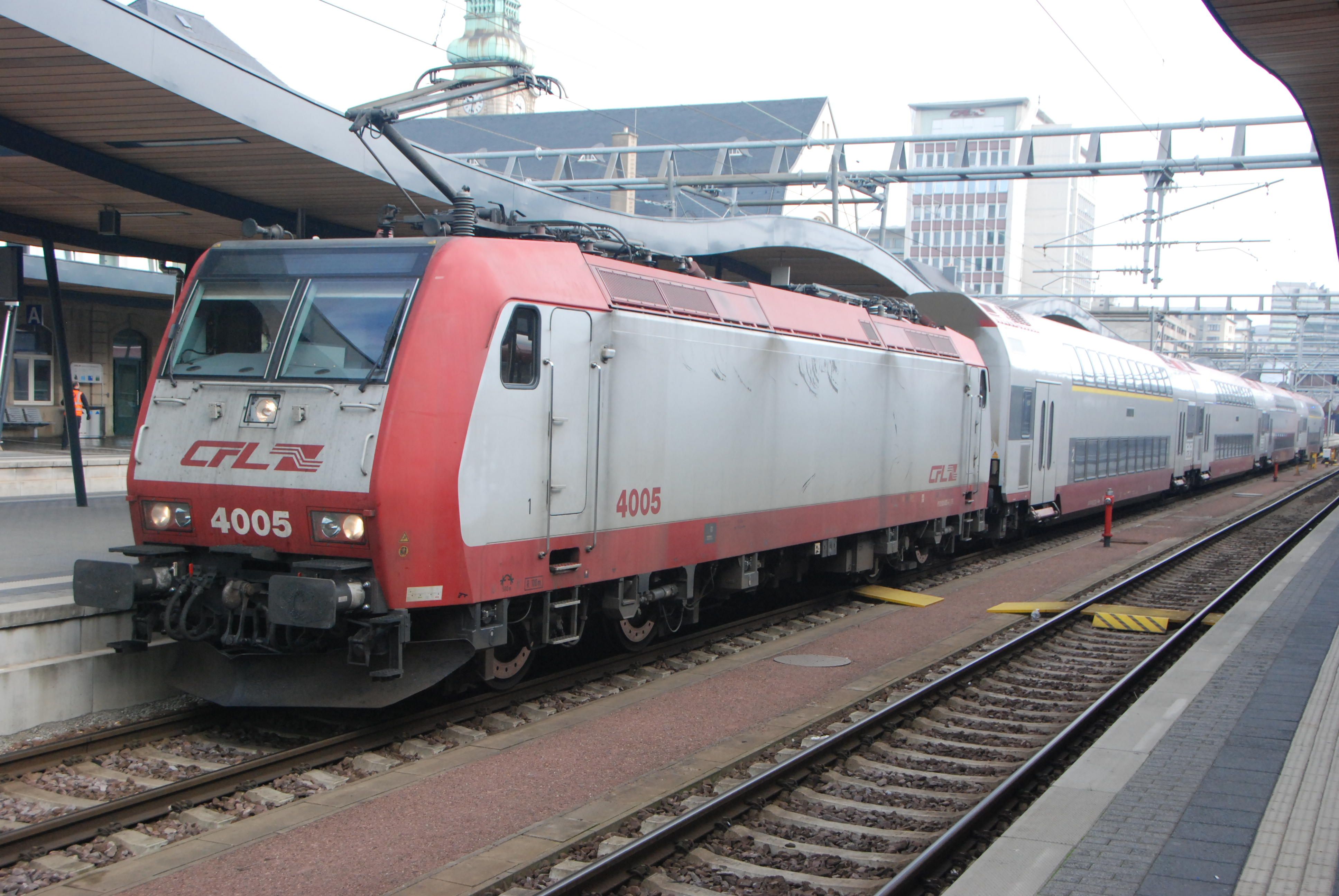
Een combinatie van een CFL 4000 locomotief met CFL Dosto treinstellen op Station Luxemburg in 2014

De CFL Dosto is een elektrisch dubbeldekstreinstel van fabrikant Bombardier die sinds 2005 ingezet wordt door de Luxemburgse maatschappij CFL. Er werden in de periode 2004/05 en in 2008 in totaal 87 treinstellen gefabriceerd. Het treinstel wordt in verschillende lengtecombinaties ingezet als trek-duwtrein met de CFL 3000 of CFL 4000 locomotief.